# Echinodorus bleheri
Echinodorus bleheri is een botanische naam, die kennelijk omstreden is. Volgens Tropicos is het potentieel een synoniem van Echinodorus grisebachii. Het gaat om een moerasplant uit de waterweegbreefamilie (Alismataceae).